# Ledra rugosa
Ledra rugosa är en insektsart som beskrevs av Walker 1851. Ledra rugosa ingår i släktet Ledra och familjen dvärgstritar. Inga underarter finns listade i Catalogue of Life.